# Дюфор, Энтони
Антуан Дюфор (фр. Antoine Dufour; род. 1979, Ланодьер, Квебек, Канада) — канадский гитарист, играющий в стиле фингерстайл.

## Биография
Начал играть в возрасте 15 лет. В колледже начал слушать Лео Котке, Дона Росса и Майкла Хеджеса. В 2005 году он стал призёром (2 место) Канадского фестиваля фингерстайла. В 2006 году он занимает первое место на том же фестивале. В этом же году он становится третьим на Международном фестивале фингерстайла в Винфилде в США.
Выкладывая свои новые работы в интернете, Антуан собрал большую аудиторию поклонников. К 2009 году Дюфор выпустил 3 сольных альбома и записал два DVD (в 2007 году в соавторстве с Энди МакКи, в 2008 — вместе с Крейгом Д‘Андреа и Питером Киллази). В 2009 году вышел совместный альбом Антуана Дюфора и скрипача Томми Готье «Still Strings».

## Дискография

### Студийные альбомы
- 2004 — Naissance
- 2006 — Development
- 2008 — Existence
- 2009 — Still Strings (в соавторстве с Томми Готье)
- 2010 — Convergences
- 2011 — Sound Pictures
- 2017 — Back & Forth

### DVDs
- 2007 — Split DVD (в соавторстве с Энди МакКи)
- 2008 — без названия (в соавторстве с Крейгом Д‘Андреа и Питером Киллази)